# Kolbe-Nitrilsynthese
Die Kolbe-Nitrilsynthese ist ein Verfahren zur Herstellung von Alkylnitrilen 1 durch Umsetzung entsprechender Alkylhalogenide mit Alkalicyaniden. Als Nebenprodukt dieser Reaktion entstehen Isonitrile 2, da das Cyanid-Ion als ambidentes oder ambifunktionelles Nukleophil gemäß der Kornblum-Regel sowohl mit dem Kohlenstoff- als auch mit dem Stickstoffatom reagieren kann.
Die Reaktion ist nach ihrem Entdecker Hermann Kolbe benannt.

## Reaktionsmechanismus
Da es sich beim Cyanid-Ion um ein ambidentes oder ambifunktionelles Nukleophil handelt, gibt es zwei Möglichkeiten für den Angriff.
Zum einen kann die Reaktion über den Angriff am Kohlenstoffatom des Cyanid-Ions verlaufen. Dabei entsteht ein Nitril:
Zum anderen kann die Reaktion über den Angriff am Stickstoffatom des Cyanid-Ions verlaufen. Dabei entsteht ein Isocyanid (Nebenprodukt):
Das Verhältnis der beiden Isomeren hängt vor allem vom Lösungsmittel und Reaktionstyp ab. Die Reaktion verläuft bei Verwendung von Alkalicyaniden (z. B. Natriumcyanid, NaCN) in polaren Lösungsmitteln nach einem SN2-Mechanismus, wobei das Halogenid durch das dem Stickstoffatom gegenüber nukleophilere Kohlenstoffatom angegriffen wird. Mit Silbercyanid (AgCN) in Diethylether als Lösungsmittel verläuft die Reaktion über einen SN1-Mechanismus; man erhält überwiegend Isonitrile, die durch Angriff des nun nukleophileren Stickstoffatoms an das Carbeniumion entstehen.
Vor allem primäre Alkylhalogenide sowie Benzylhalogenide reagieren in guten Ausbeuten mit Alkalicyaniden zu Nitrilen. Sekundäre Halogenide reagieren dagegen nur in schlechten Ausbeuten und tertiäre Halogenide nicht mehr in der gewünschten Weise.
Die gebildeten Nitrile können leicht über Hydrolyse in die entsprechende Carbonsäure in weitere funktionelle Gruppen übergeführt werden, weswegen die Kolbe-Nitrilsynthese auch eine wichtige Methode zur Verlängerung von Alkylketten um ein Kohlenstoffatom ist.